# John Ayoví
Jhon Ayoví (30 de enero de 1999, Guayas, Ecuador) es un futbolista ecuatoriano. Juega de Mediocampista y su equipo actual es el Barcelona S.C. de la Serie A de Ecuador.

## Clubes
| Club           | País    | Año           |
| -------------- | ------- | ------------- |
| ESPOL          | Ecuador | 2011-2012     |
| Barcelona S.C. | Ecuador | 2013-2015     |
| Toreros F.C.   | Ecuador | 2016          |
| Barcelona S.C. | Ecuador | 2017-presente |

### Participaciones internacionales
| Torneo                 | Club           | Resultado  |
| ---------------------- | -------------- | ---------- |
| Copa Libertadores 2017 | Barcelona S.C. | En disputa |